# Abegão
A aceção do termo abegão varia consoante a região, sendo que em parte do país remete para os trabalhadores e caseiros responsáveis pela lavoura e abegoaria das propriedades agrícolas enquanto noutras zonas é o trabalhador que cuida do gado. 
No Algarve e em parte do Alentejo o abegão é o carpinteiro de carros de tração animal. É o abegão que constrói as carretas (carros de bois) e os carros de besta (carroças). 

## Carpinteiro de Carros
Enquanto carpinteiros de carros os abegães detinham conhecimentos de carpintaria e de ferraria pois a estrutura dos carros era construída em madeira enquanto os eixos, as molas e a restante ferraria era em metal. Por isso encontramos na abegoaria ferramentas de carpinteiro (serras, instrumentos de corte e tornos) e de ferreiro como a forja, o fole, as tenazes e as macetas de bater metal. 
No Algarve o abegão foi até meados do século XX um artesão importante que construía vários tipos de carros de tração animal pintados de cores fortes e decorados com desenhos. Frequentemente a decoração dos carros de besta apresentava o cunho pessoal do artesão ou da oficina que o construía. 
O abegão possui o domínio técnico para a construção das tradicionais rodas raiadas o que aproxima este artesão dos construtores de rodas como o Wheelwright nos países anglo-saxónicos ou o charron em França. 
Em Portugal a construção de veículos de tração animal tradicionais está neste momento em vias de se extinguir.